# Boundary Peak
Met een hoogte van 4007 m is Boundary Peak de hoogste berg van de Amerikaanse staat Nevada. Zoals de naam van de berg al enigszins doet vermoeden, ligt de top van Boundary Peak (Grens Piek) op nog geen kilometer van de grens met Californië. Net over deze grens ligt Montgomery Peak, die met een hoogte van 4099 m (NAVD 88) amper 92 m hoger is dan Boundary Peak. Afhankelijk van welke definitie men hanteert, is het dus mogelijk dat Boundary Peak dus niet als een zelfstandige berg beschouwd wordt, maar als een "subpiek" van Montgomery Peak.
Met zijn hoogte van 4007 m is Boundary Peak de meest noordelijke vierduizender in de White Mountains en amper 25 m hoger dan de op een na hoogste berg in Nevada: Wheeler Peak (3982 m).
Aangezien de Wheeler Peak -in tegenstelling tot Boundary Peak- wél volledig in Nevada ligt en niet als een subpiek geïnterpreteerd kan worden, wordt deze soms als hoogste berg van Nevada beschouwd.
Het gebied rond Boundary Peak is beschermd als het Boundary Peak Wilderness Area.

## Beklimming
De meest gebruikelijke route start in Nevada, waarbij de klimmer al klauterend over rotsen de top kan bereiken en in één moeite de bergkam naar Montgomery Peak kan oversteken.

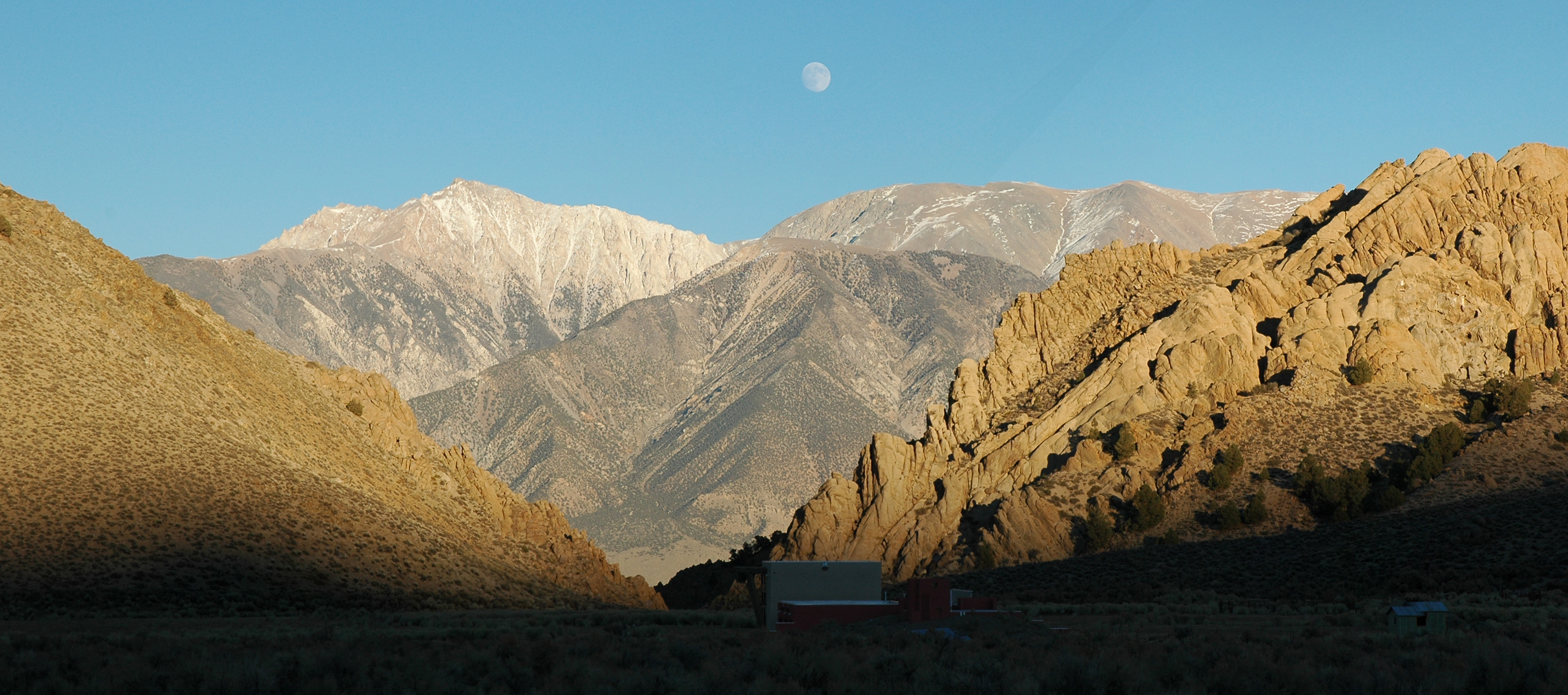
Boundary Peak in de White Mountains.